# لیوبوویشته
لیوبوویشته (به بلغاری: Lyubovishte) یک منطقهٔ مسکونی در بلغارستان است که در ساندانسکی واقع شده‌است.